# Ana Tudela
a Ana Tudela (Cartagena), també coneguda com a Ana de Tudela, va ser una pintora espanyola activa a partir dels anys vint, documentada sobretot per la seva participació al Salón de Otoño de Madrid.

## Trajectòria artística
Una de les primeres informacions que se’n té és de l'any 1922, quan va prendre part en l'Exposició Nacional de Belles Arts que es va fer a Barcelona, en la qual va presentar un retrat i una vista del creuer de la catedral de Burgos. L'any següent consta també a Barcelona, entre els participants de l'Exposició d'art. La darrera mostra a Barcelona de la qual se’n té constància és l'exposició individual que va fer poc abans de la Guerra Civil, l'any 1935, a les Galeries Laietanes.
El mateix any exposava individualment al Círculo de Bellas Artes de Madrid, ciutat on residia, un conjunt d'obra de temàtica diversa en la qual sobresortien paisatges de Granada, Gipúscoa, Mallorca, Burgos, Tànger i Gredos. El diari ABC li dedicava un article en què subratllava el detall de la seva pintura, de traç fi i precís, junt amb una gran qualitat pel dibuix i l'ús d'un cromatisme que qualificava d'exagerat. Quant a les obres, destacava la rapsòdia de Tànger (especialment la titulada Pilluelos de zoco) i la sèrie de dibuixos Canción del mar, i es reproduïen les titulades Retrato de la Srta. Dolores de Escosura, Nostalgia i El madiallah (Agua de Dios).
Durant la postguerra sembla que va presentar les seves pintures de manera més continuada. Així, va prendre part en l'Exposició Nacional de Belles Arts del 1948 amb l'obra Pomona. L'any següent va guanyar la medalla d'or de l'Exposició d'Art Sacre del Círculo de Bellas Artes i el 1952 apareix novament entre els participants en l'Exposició Nacional, exhibint una obra titulada Princesa india, que també va presentar al Salón d'Otoño.

### Salón de Otoño de Madrid
Ana Tudela va ser una participant prou assídua del Salón d'Otoño que organitzava l'Asociación de Pintores y Escultores de España, amb seu a Madrid. Hi va prendre part per primer cop l'octubre de 1921, en la segona edició, amb l'oli de gran format Flores de Mallorca, però sembla que no hi va tornar fins al maig de 1935, amb les obres Motrico i Refugio.
A continuació consta entre els participants de la 18a edició del 1944 i, a partir d'aquest moment, ja apareix de manera continuada fins al 1962. En aquest certamen madrileny va obtenir una primera medalla de dibuix i gravat l'any 1950 i una de pintura en l'edició de 1952, per l'obra Princesa india.